# Heinrich Schüttler
Heinrich Friedrich Wilhelm Schüttler (* 15. Dezember 1855 in Welleringhausen; † 2. Januar 1942 ebenda) war ein deutscher Landwirt und Politiker (Waldeckischer Landeswahlverband, Landbund).

## Leben
Schüttler war der Sohn des Landwirts Johann Heinrich Schüttler (1820–1896) und dessen Ehefrau Friederike, geborene Knocke (1834–1917). Er heiratete am 30. November 1880 in Welleringhausen Christiane Kahlhöfer (1857–1937). Schüttler war Landwirt in Welleringhausen, wo er 1892 bis 1922 auch Bürgermeister war.
In der Weimarer Republik war er Mitglied der DNVP. Von 1922 bis 1925 war er für den Waldeckischen Landeswahlverband und in den Jahren 1925 bis 1929 für den Landbund Abgeordneter in der Waldecker Landesvertretung. Von 1925 bis 1929 war er Vizepräsident des Landtags.